# Ліфта

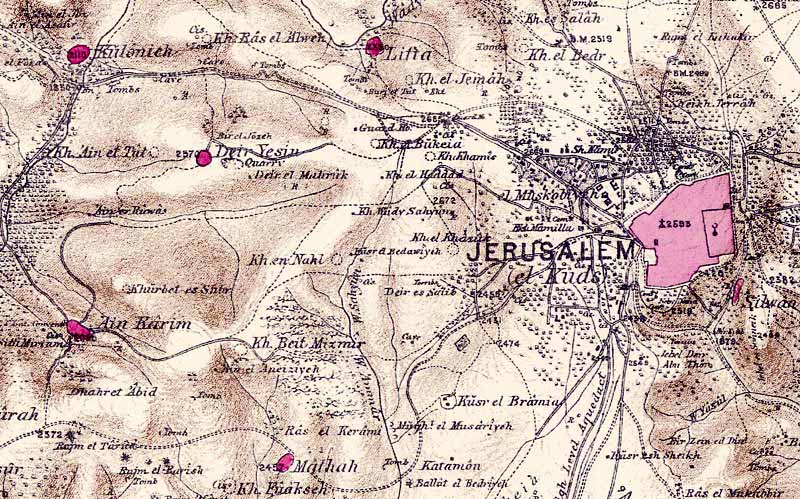
Ліфта у порівнянні з Єрусалимом у 1870-х роках

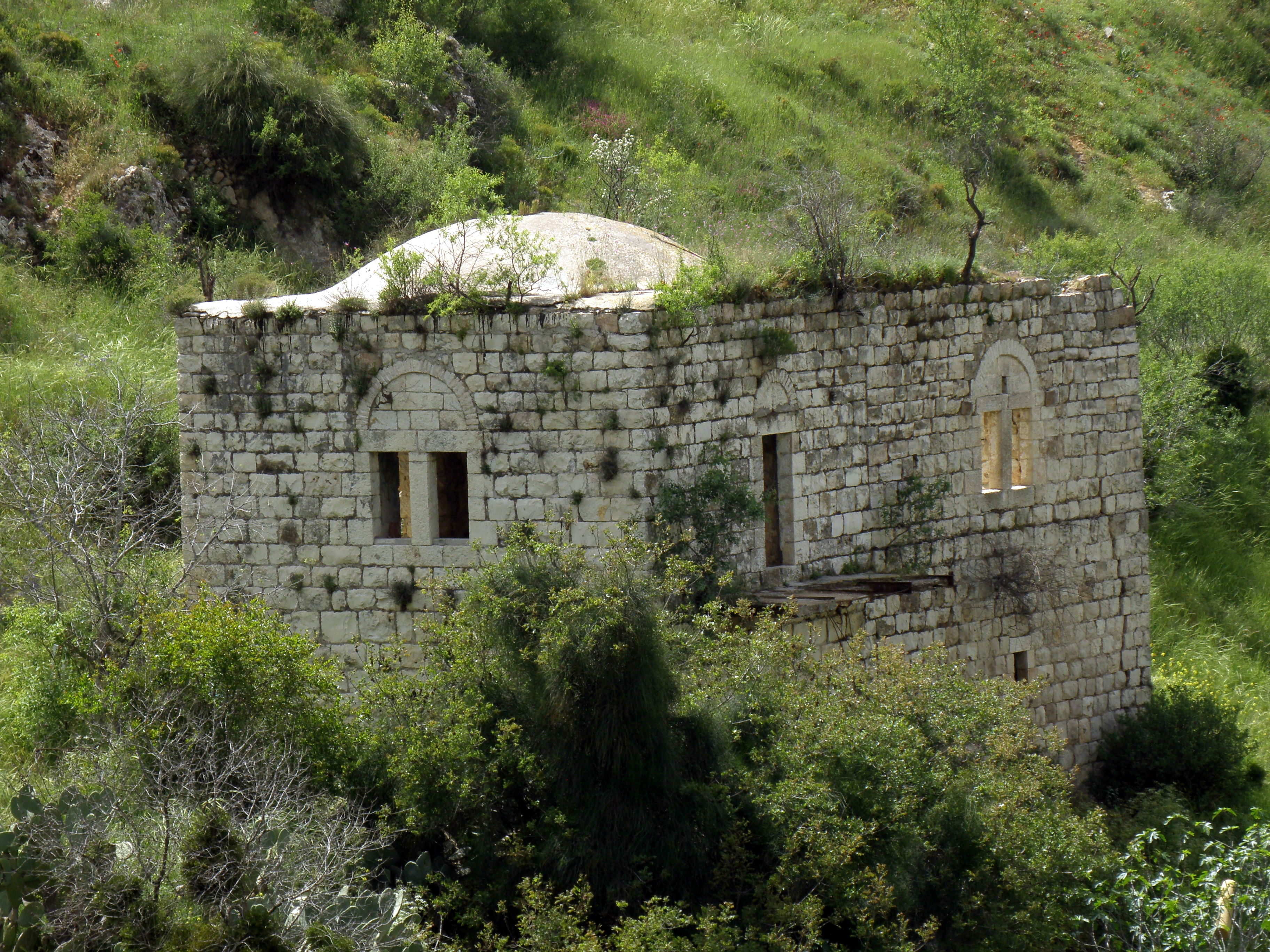
Двоповерховий будинок у Ліфті

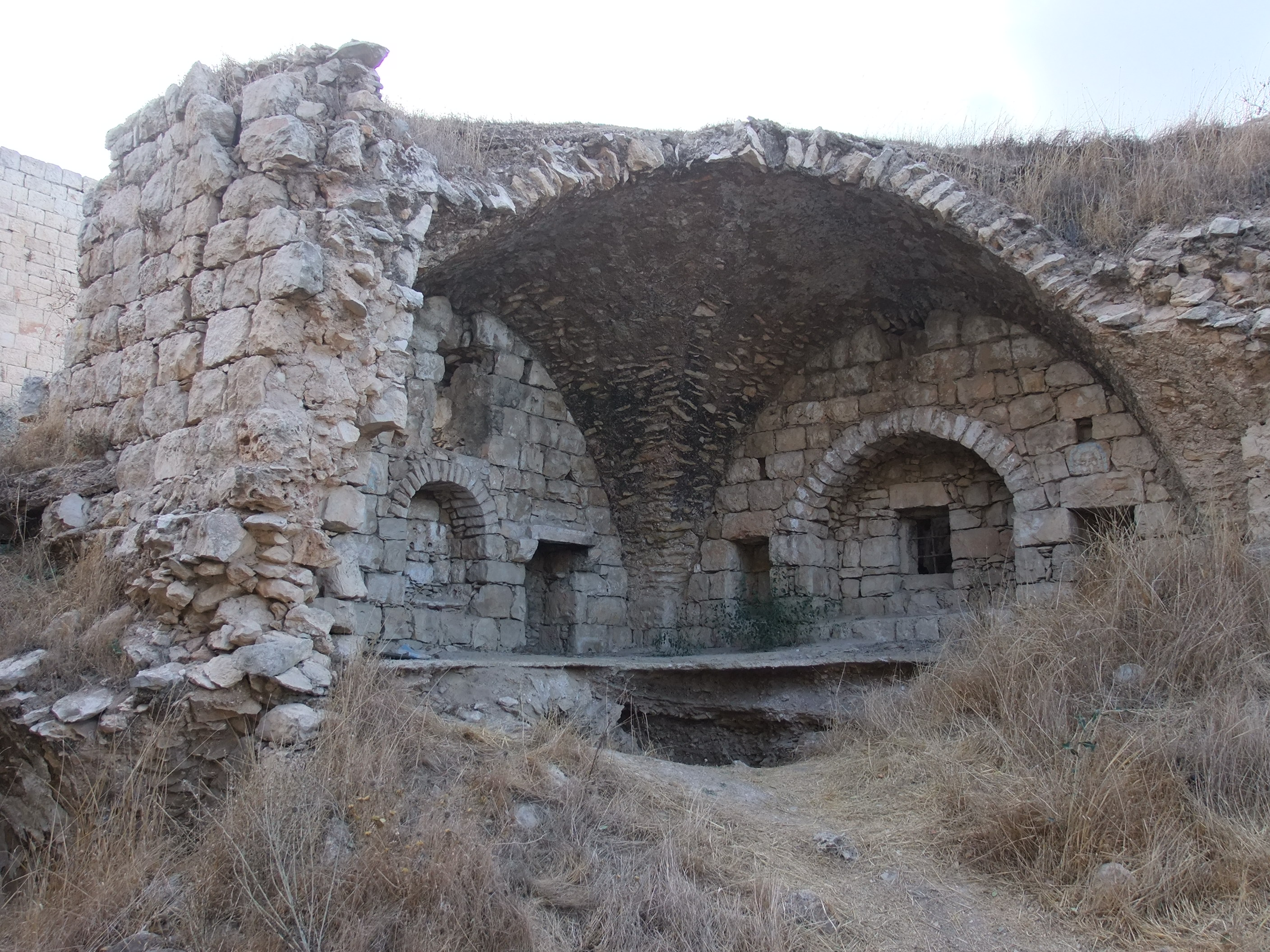
Будинок з хрестовим склепінням

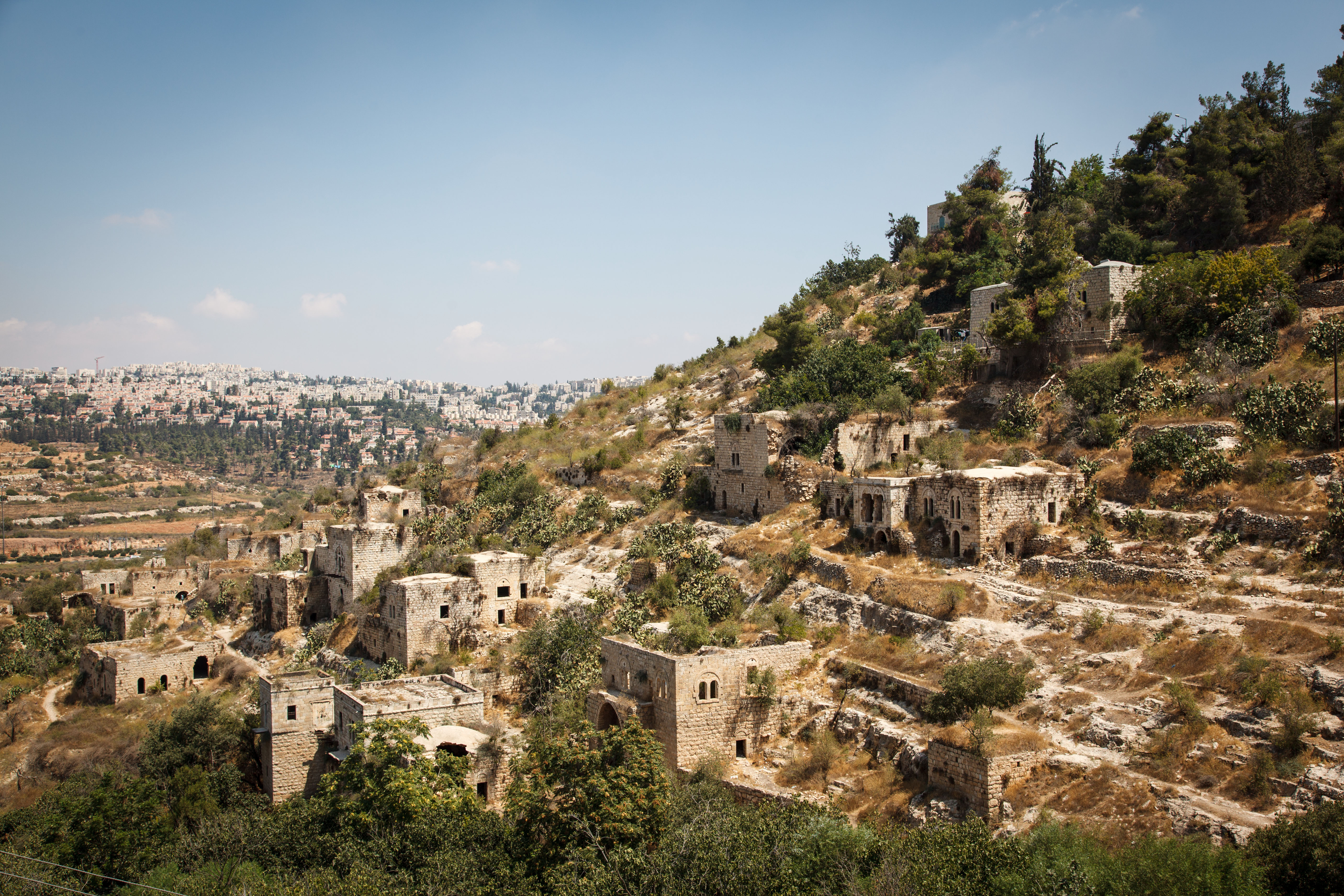
Вид на Ліфту, 2014 рік

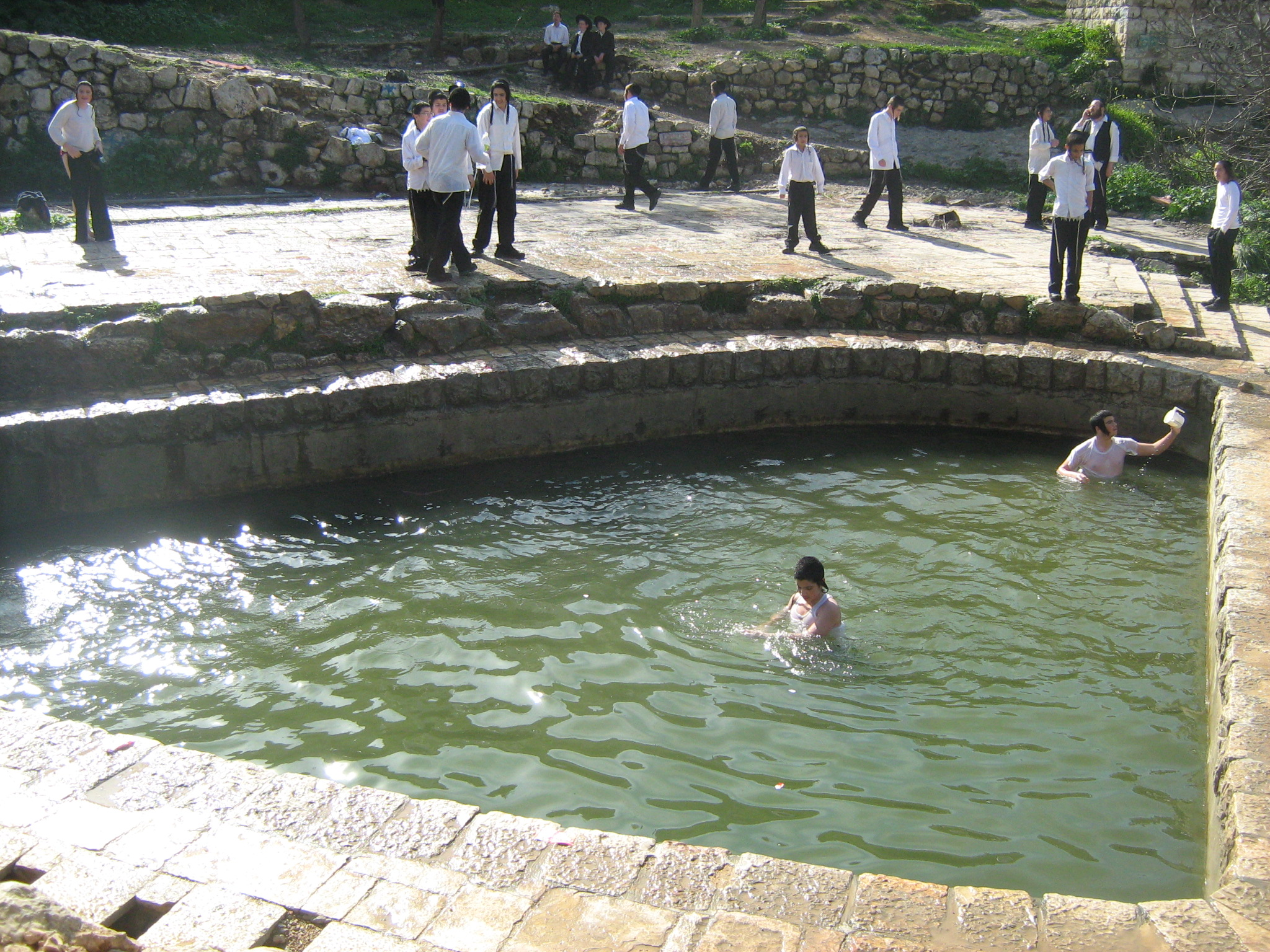
Ліфта весною

Ліфта (араб. لفتا; івр. ליפתא) — колишнє палестинське арабське село на околицях Єрусалиму. Село було знеселене в першій половині Громадянської війни 1947–48 років у Підмандатній Палестині. Під час війни у селі проживали єврейські біженці, де вони осіли зі своїми сім’ями. Проте згодом, у 1969-71 роках, вони здебільшого виїхали, після чого частини села використовувались як наркологічна поліклініка і середня школа. Село розташоване на схилі гори між західним входом до Єрусалиму і мікрорайоном Ромема. У 2012 році Єрусалимський районний суд відхилив плани відбудови села як висококласного мікрорайону. У 2015 році Ліфта була занесена Ізраїлем до попереднього списку Світової спадщини ЮНЕСКО як унікальний приклад традиційного левантського села. У 2017 році останні єврейські жителі покинули Ліфту і територія села була визнана національним природним парком Ізраїлю.

## Історія і археологія
У 2010 році в Ліфті було проведене археологічне дослідження Мордехаєм Гейманом від імені «Управління старожитностей Ізраїлю».

### Спроби біблійної ідентифікації
Поселення вважається іденичним із біблійним місцем Мей Нефтоах (івр. מי נפתוח). Воно було заселене із стародавніх часів. Назва поселення «Нефтоах» (гебр. נפתח) згадується в «Єврейській Біблії» як межа між ізраїльськими племенами Юди та Веніямина, що було найпівнічнішою демаркаційною точкою території племені Юди.

### Залізна доба
У селі були знайдені археологічні рештки часів Другої залізної доби.

### Римські та візантійські періоди
Римляни та візантійці називали поселення «Нефто», а хрестоносці називали його «Клепста».

### Переод хрестоносців
У центрі села залишилися залишки придворного будинку часів хрестоносців.

### Османська доба
У 1596 році Ліфта було селом в Османській імперії, нохія (підрайон) Єрусалиму під лівою (округом) Єрусалиму, де розміщувалося 72 мусульманських домогосподарств, за оцінками — 396 осіб. Вон сплачував податки на пшеницю, ячмінь, оливки, фруктові сади та виноградники; загалом 4800 акче. Весь дохід ішов на вакф.
У 1834 році тут відбувся бій під час повстання селян. Єгиптський полководець Ібрагім-паша і його армія брали участь у боротьбі і розгромили місцевих повстанців на чолі з Шейхом Касімом аль-Ахмадом — відомим місцевим правителем. Однак династія Касим аль-Ахмада залишалася потужною і керувала регіоном на південний захід від Наблуса з своїх укріплених сіл Дейр Істія та Бейт Вазан приблизно за 40 кілометрів (25 миль) на північ від Ліфти. У 1838 році поселення Ліфта було зазначеним як мусульманське село, розташоване на території Бені Малік, на захід від Єрусалиму.
У 1863 році Віктор Герін описав Ліфту як поселення, оточене садами лимонних дерев, апельсинів, інжиру, гранату, алму та абрикосів. Село Ліфта у часи Османської доби 1870 року налічувало приблизно 117 будинків та 395 осіб населення, хоча кількість населення включала лише чоловіків.
У 1883 році «Фонд досліджень Палестини» провів «Дослідження Західної Палестини», яке описувало поселення як село на узбережжі крутого пагорба, з джерелом та скелевими гробницями на південь.
У 1896 році населення Ліфти становило близько 966 осіб.

### Період Підмандатної Палестини
У 1917 році село Ліфта здалося британським військам з білими прапорами і, як символічний жест, жителі віддали ключі від села.
За переписом населення Палестини 1922 року в Ліфті проживало 1451 осіб, всі мусульмани, число яких за переписом 1931 року (коли до Ліфти зараховували «квартал Шнеллера») зросло до 1893 осіб; село налічувало 1844 мусульман, 35 євреїв та 14 християн, у сумі 410 будинків.
Під час палестинських заворушень 1929 року жителі села активно брали участь у грабежах і нападах на довколишні єврейські громади.
У статистиці за 1945 рік населення Ліфти становило 2250 осіб; 2230 мусульман та 20 християн і займало загальну територію у 8743 дунамів. 3248 дунамів припадало на зернові землі, тоді як 324 дунамів були забудованими (міська) територія.
До 1948 року в селі була сучасна поліклініка, дві кав’ярні, два столярні магазини, перукарні, м’ясник, мечеть.
У громадянській війні 1947-48 років у Підмандатній Палестині Ліфта, Ромема та Шейх Бадр, які були стратегічно розташовані на шляху з Єрусалиму до Тель-Авіва, були оперативним пріоритетом єврейських сил. Арабське керівництво наказало адміністрації села Ліфта евакуювати жінок і дітей, щоб розмістити військову компанію, і 4 грудня 1947 року деякі арабські сім'ї залишили село. До середини грудня нерегулярна арабська міліція зайняла позиції у Ліфті, щоб захистити поселення і переслідувати прилеглі єврейські райони. Патрулі Хагана брали участь у вогневих обстрілах із сільськими міліціонерами, у той час як бійці Ірґуну та Лехі були ще агресивнішими. 28 грудня після нападу кулемета та гранати на кафе у Ліфті чи Ромемі, де загинуло семеро осіб, із села виїхало більше жінок та дітей. Село страждало від нестачі їжі на початку січня. Згодом певна кількість жителів села повернулися додому, як пише Бенні Морріс: «дехто чи більшість» це робили. Врешті, Абд аль-Кадір аль-Хусаїні, відвідуючи село, наказав жінкам, дітям і літнім людям евакуюватись, а чоловікам залишатись на місці. 29 січня рейд Лехі підірвав 3 будинки в селі. На початку лютого село було покинуте нерегулярною міліцією. Бенні Морріс вважає військовий напад на поселення причиною депопуляції села.

### Держава Ізраїль
Ліфта використовувалася для поселення єврейських біженців під час війни, а після війни Єврейське агентство та Ізраїль поселили в селі єврейських іммігрантів з Ємену та Курдистану, налічуючи 300 сімей. Однак право власності на будинки не було зареєстровано на їх ім’я. Умови життя в Ліфті були важкими, будівлі були погано поремонтовані, погані дороги й транспорт, а також брак електроенергії, води та санітарної інфраструктури. У 1969-71 роках більшість єврейських жителів Ліфти вирішили виїхати в рамках компенсаційної програми «Амідар». У дахах евакуйованих будівель просвердлювали отвори, щоб зробити їх менш придатними для житла, а також щоб сквотери не займали будівлі для проживання. 13 сімей, які проживали в частині села поблизу Шосе 1 і не страждали через транспортні проблеми, вирішили залишитися.
Після від’їзду єврейських жителів деякі будівлі в селі використовувались для реабілітаційного центру підлітків Ліфти, який був закритий у 2014 році, а з 1971 року для середньої школи Ліфти — відкритої освітньої школи, яка була перенесена до Німецької колонії у Єрусалимі у 2001 році.
У 1984 році одна з покинутих будівель у селі була зайнята «бандою Ліфти» — єврейською групою, яка планувала підірвати мечеті на Храмовій горі, угрупування було зупинене біля воріт Храмової гори з 250 фунтами вибухівки, ручними гранатами та іншим озброєнням.
У 2011 році були оголошені плани знесення селища й будівництва розкішної забудови, що мала складатися з 212 елітних будівельних комплексів і готелю. Колишні мешканці подали юридичну петицію про збереження села як історичного місця. Ліфта — останнє покинуте арабське село, яке не було ні повністю знищене, ні повторно заселене. До 2011 року було опубліковано три книги про історію палестинських сіл.
У 1980-х роках поселення Ліфта було оголошено муніципальним природним заповідником під егідою «Ізраїльського управління природи та парків». У червні 2017 року останні єврейські жителі покинули село після узгодження з урядом, який визнав, що вони не були сквотерами, а були переселені в Ліфту відповідними органами влади. У липні 2017 року Мей Нефтоах був оголошений національним природним заповідником. 55 із 450 кам’яних будинків, які були побудовані до 1948 року, досі стоять.

## Арабське традиційне вбрання
Село Ліфта було однією з найбагатших спільнот Єрусалиму, а жінки були відомі своєю вишуканою вишивкою. Весільні сукні «Thob Ghabani» були пошиті в Ліфті. Вони виготовлялися з габані — натуральної бавовни, покритої шовковою квітковою вишивкою золотистого кольору, виготовленою в Алеппо, і були вужчими за інші сукні. Рукава також були більш звуженими. Бічні, ручні та грудні панна сукні були прикрашені шовковими вставками. Сукні замовлялися нареченими у Вифлеємі. Одружені жінки Ліфти носили оригінальний головний убір — «shaṭweh», який також носили у Вифлеємі, Ейн-Каремі, Бейт-Джалі й Бейт-Сахурі.

## Зовнішні посилання
- Офіційна сторінка Управління природи і парків Ізраїлю [Архівовано 10 листопада 2019 у Wayback Machine.](івр.)(англ.)(араб.)